# 重城保

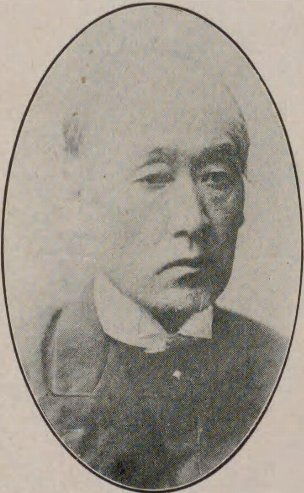
重城保

重城 保（じゅうじょう たもつ、天保4年4月17日（1833年6月4日） - 大正元年（1912年）9月13日）は、上総国高柳（現在の木更津市）の名主。後に千葉県の初代県会議長、衆議院議員を務める。幼名は安次郎。

## 経歴
代々名主の家に生まれ、若い頃に正木幽谷・大槻磐渓に学んだ後、故郷に戻り家業に励んだ。明治5年（1872年）、当時の木更津県の郡中地券係に任じられて、当時の県令柴原和の面識を得る。その後千葉県の成立で柴原がそのまま同県令に転じると、柴原が力を入れた育児政策を実施する育児取締頭取を務めた。明治9年（1876年）に千葉県会が設置されると、保は初代県会議長となった。
当時、自由民権運動が盛んになり、各地で県令と県会の衝突が起こったが、保は柴原県令と県会双方に自重を求めて対立の回避に努めた。その後、明治11年（1878年）に安房郡、明治15年（1882年）に君津郡の郡長をそれぞれ務めた。
明治23年（1890年）、人々に推されて第1回衆議院議員総選挙に当選するが、保自身は自分はあくまでも農民であると考えて政治的野心を抱いていなかった。その後、1期で議員を辞めると公職からは身を退いて、晩年に至るまで自ら開墾事業の先頭に立った。
保が残した日記は後に『重城保日記』として刊行されて、幕末・明治期の地方の農村の姿を知る上での貴重な資料となっている。